# شارل ميشيل
شارل ميشيل (بالفرنسية: Charles Michel)‏ من مواليد 21 ديسمبر 1975، سياسي بلجيكي يشغل منصب رئيس المجلس الأوروبي منذ عام 2019. شغل ميشيل سابقًا منصب رئيس وزراء بلجيكا بين عامي 2014 و 2019.
أصبح ميشيل وزيرًا للتعاون الإنمائي في عام 2007، وبقي في منصبه هذا حتى انتُخب زعيمًا للحركة الإصلاحية الفرنكوفونية في شهر فبراير من عام 2011. قاد ميشيل الحركة الإصلاحية إلى الانتخابات الفيدرالية لعام 2014. تمكنت الحركة، في هذه الانتخابات، من الحصول على ثالث أكبر تكتل للمقاعد في مجلس النواب. بعد مفاوضات تشكيل الحكومة البلجيكية، عُين ميشيل رئيسًا لوزراء الحكومة المكونة من التحالف الفلمنكي الجديد والحزب الفلمنكي الليبرالي الديموقراطي والحزب الديموقراطي المسيحي الفلمنكي والحركة الإصلاحية الفرونكوفونية. أدى ميشيل اليمين الدستورية في 11 أكتوبر من عام 2014، ليصبح بذلك أصغر رئيس وزراء بلجيكي منذ عام 1845.
في شهر ديسمبر من عام 2018، انهارت الحكومة البلجيكية بسبب خلافات داخلية حول أسلوب التعامل مع الميثاق العالمي للهجرة، وترافقت الخلافات مع انسحاب التحالف الفلمنكي الجديد من الحكومة. قدم ميشيل بعدها استقالته من رئاسة الحكومة، وبقي في منصبه بصفة مؤقتة. خسرت الحركة الإصلاحية في الانتخابات الفيدرالية لعام 2019 عددًا من المقاعد الوزراية، فيما بقي ميشيل في منصبه كرئيس وزراء مؤقت خلال مفاوضات تشكيل الحكومة. صوت المجلس الأوروبي، بعد أسابيع من الانتخابات الفيدرالية، لتعيين شارل ميشيل رئيسًا جديدًا له، وتولى ميشيل منصب رئيس المجلس الأوروبي خلفًا لدونالد تاسك في حفل أُقيم في 29 نوفمبر من عام 2019، وبدأ العمل في منصبه الجديد بشكل رسمي في 1 ديسمبر 2019.

## أولى سنوات حياته والتعليم
ولد شارل ميشيل في مدينة نامور، عاصمة إقليم فالونيا في بلجيكا، في 21 ديسمبر من عام 1975، لعضو المفوضية الأوروبية السابق، لويس ميشيل، ومارتين بيير.
بدأ ميشيل حياته السياسية عندما كان في السادسة عشر من عمره بانضمامه إلى حركة الإصلاحيين الليبراليين الشباب في جوداين (Jeunes Réformateurs Libéraux de Jodoigne)، التابعة للحركة الإصلاحية. في سن الثامنة عشر، انتُخب ميشيل مستشارًا لمقاطعة برابانت والون. حصل ميشيل على درجة البكالوريوس في القانون من جامعة بروكسل الحرة ومن جامعة أمستردام، وانضم بعدها إلى نقابة المحامين في بروكسل. يتقن ميشيل اللغات الهولندية والإنجليزية والفرنسية.

## أولى سنوات عمله السياسي
انتُخب ميشيل لعضوية مجلس النواب الفيدرالي في عام 1999، ممثلًا عن مقاطعة برابانت والون، معقل الحركة الإصلاحية.
في عام 2000 أصبح ميشيل وزيرًا للشؤون الداخلية في حكومة والون في عمر الخامسة والعشرين، وأصبح بذلك أصغر وزير إقليمي في تاريخ بلجيكا. على المستوى المحلي، انتُخب ميشيل مستشارًا لمدينة وافر عام 2000، وأصبح في عام 2006 عمدةً المدينة.
في شهر ديسمبر من عام 2007، أصبح ميشيل وزيرًا للتعاون الإنمائي في حكومة فيرهوفشتات الثالثة، وبقي في نفس المنصب في حكومات ليتيرمي الأولى وفان رومبوي الأولى وليترمي الثانية.
بعد النتائج السيئة التي حققتها الحركة الإصلاحية في الانتخابات الإقليمية لعام 2009، كان ميشيل من عدة أعضاء في الحركة طالبوا زعيمهم، ديدييه رينديرز، بالاستقالة. تكبدت الحركة المزيد من الخسائر في الانتخابات الفيدرالية لعام 2010، ما دفع رينديرز للاستجابة للضغوطات وإعلان استقالته مرشحًا ميشيل لشغل منصبه. انتخب شارل ميشيل رئيسًا للحركة الإصلاحية في شهر يناير 2011، واستقال من منصبه في مجلس الوزراء.